# أورست ميلر
أورست ميلر (بالإستونية: Orest Miller) هو فلكلوري إستوني، ولد في 4 أغسطس 1833 في هابسالو في إستونيا، وتوفي في 1 يونيو 1889 في سانت بطرسبرغ في روسيا.